# With the Beatles
With the Beatles er The Beatles' andet album og blev udgivet den 22. november 1963 i England.
Albummet består både af The Beatles egne sange og covernumre.

## Spor
Alle sange skrevet og komponeret af John Lennon og Paul McCartney, medmindre andet er angivet. 
| 1. | "It Won't Be Long"                                                                                        | Lennon              | 2:13 |
| 2. | "All I've Got To Do"                                                                                      | Lennon              | 2:03 |
| 3. | "All My Loving"                                                                                           | McCartney           | 2:08 |
| 4. | "Don't Bother Me" (George Harrison)                                                                       | Harrison            | 2:28 |
| 5. | "Little Child"                                                                                            | Lennon og McCartney | 1:46 |
| 6. | "Till There Was You" (Meredith Willson)                                                                   | McCartney           | 2:14 |
| 7. | "Please Mister Postman" (Georgia Dobbins, William Garrett, Freddie Gorman, Brian Holland, Robert Bateman) | Lennon              | 2:34 |

| 1. | "Roll Over Beethoven" (Chuck Berry)                | Harrison           | 2:45 |
| 2. | "Hold Me Tight"                                    | McCartney          | 2:32 |
| 3. | "You've Really Got a Hold On Me" (Smokey Robinson) | Lennon og Harrison | 3:01 |
| 4. | "I Wanna Be Your Man"                              | Starr              | 2:00 |
| 5. | "Devil in Her Heart" (Richard Drapkin)             | Harrison           | 2:26 |
| 6. | "Not a Second Time"                                | Lennon             | 2:07 |
| 7. | "Money" (Janie Bradford, Berry Gordy)              | Lennon             | 2:50 |